# Guno Castelen

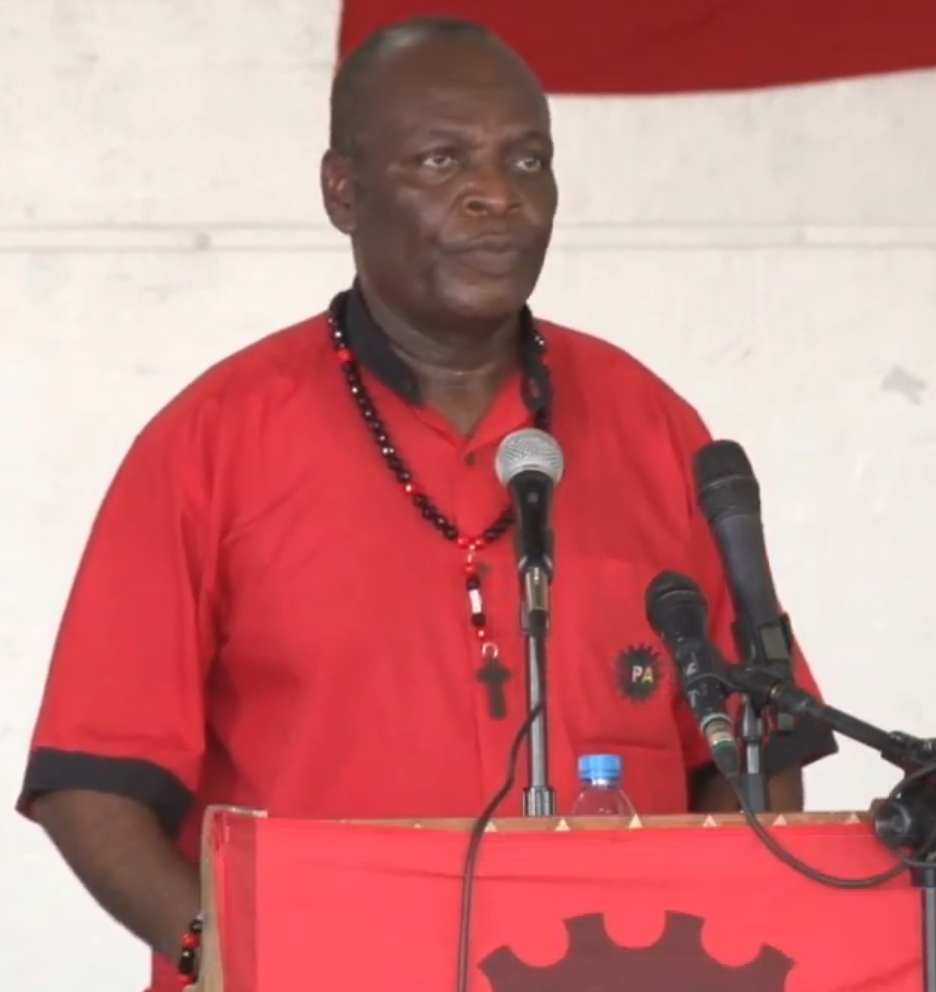
Guno Castelen

Guno Henry George Castelen (Paramaribo, 28 de septiembre de 1962) es un político de Surinam. 
Castelen era director del departamento de Gestión del Puerto cuando en 1998 fue despedido en forma sumaria por Dick de Bie que era el Ministro de Transporte, Comunicaciones y Turismo (TCT). Se especuló que esta decisión estuvo relacionada con el discurso que Guno había dado algunos días antes con respecto a la sindicalización en un mundo globalizado como ejecutivo del Partido Laborista de Surinam (Surinaamse Partij van de Arbeid) (SPA). El político Atta Mungra expresó luego del desplazamiento, que podría ser que el empresario Dilip Sardjoe pudiera haber utilizado sus influencias para desplazar a Guno de la gestión del puerto. Sardjoe negó dichas especulaciones. 
Luego de que el gabinete liderado por Jules Wijdenbosch colapsara en el 2000, esto fue seguido por elecciones anticipadas en las cuales el SPA formó parte del Frente Nuevo (NF) y consiguió 3 bancas, regresando al cabo de 4 años al gobierno. Durante el segundo período del presidente Ronald Venetiaan (2000-2005), Castelen se desempeñó como ministro de TCT. Durante este ministerio John Defares (SPA), el predecesor de De Bie, fue designado director de Gestión de Puertos. Otras posiciones claves del gobierno fueron ocupadas por miembros del SPA. 
Luego de la muerte de Fred Derby en mayo del 2001, Guild Siegfried fue nombrado presidente del SPA. En las elecciones del 2005 Castelen ocupó el cuarto lugar en la lista de candidatos del NF para Paramaribo. Normalmente, los primeros cuatro puestos de la lista son ocupados por los presidentes de los partidos participantes en el NP. Dado que Guild no vivía en Paramaribo, entonces el puesto le correspondió a Castelen. En esta elección, inicialmente fue le único candidato del SPA que resultó elegido. Cuando Ronald Venetiaan (NPS) y Ram Sardjoe (VHP), respectivamente Presidente y Vicepresidente de Surinam, tuvieron que ceder sus escaños en el parlamento, los candidatos número 9 y 10 del NP en el distrito de Paramaribo, Socila Angoelal (SPA) y Adiel Kallan (NPS), ascendieron dos posiciones con lo cual lograron entrar en la Asamblea Nacional. 
- Datos: Q2752415
- Multimedia: Guno Castelen / Q2752415